# Bohnice
Bohnice (německy Bochnitz) jsou městská čtvrť a katastrální území o rozloze 465,9 ha v městské části Praha 8 na pravém břehu Vltavy v severní části hlavního města ČR.

## Název
K roku doloženo: 1227 Boymici, 1352–1384 Boemycz, 1405 Bohemicz – zřejmě podle kanovníka vyšehradské kapituly jménem Johannes Bohemus ze 13. století.[zdroj?]

## Historie

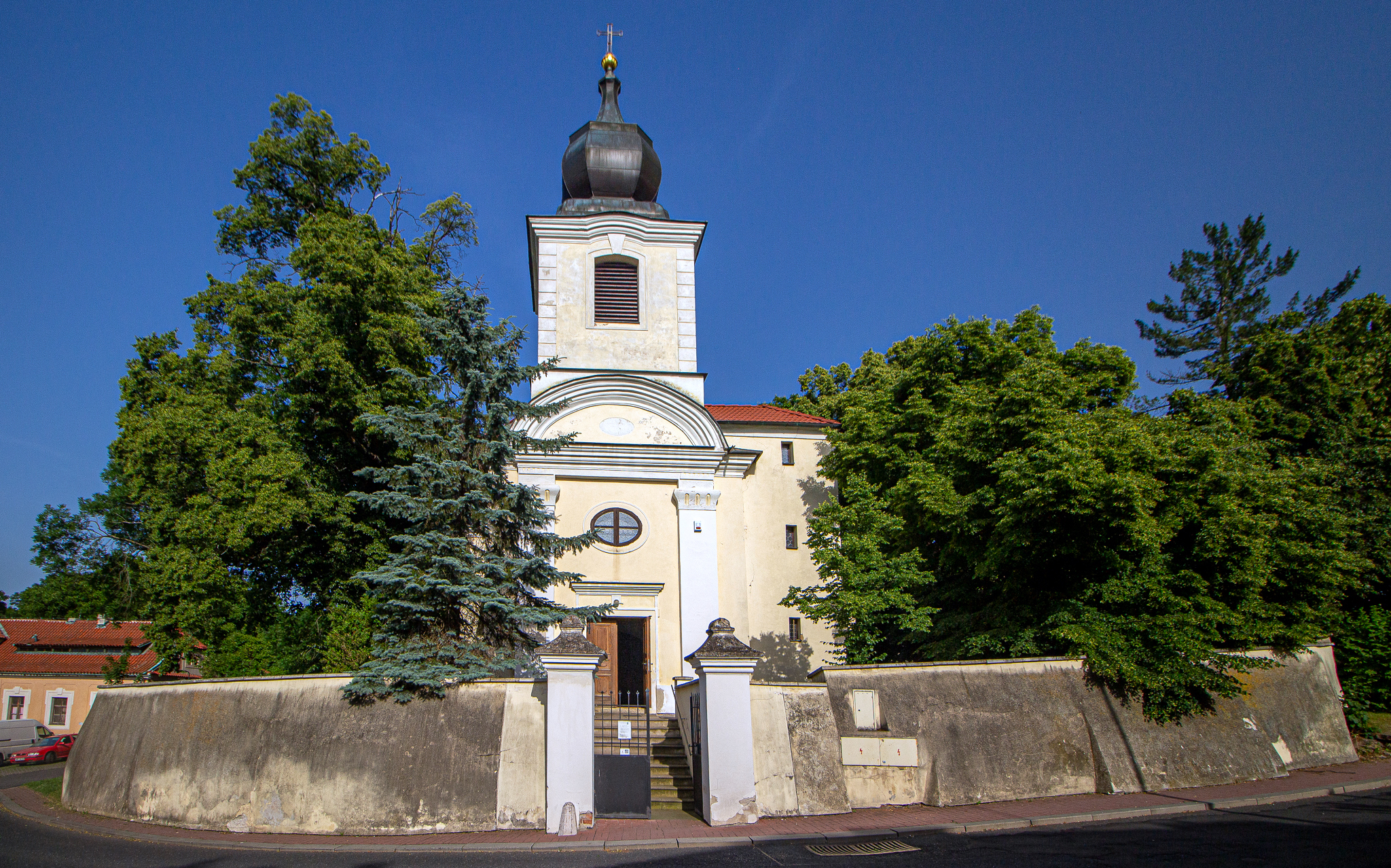
Kostel svatého Petra a Pavla založený roku 1158 ve vesnické památkové zóně Staré Bohnice

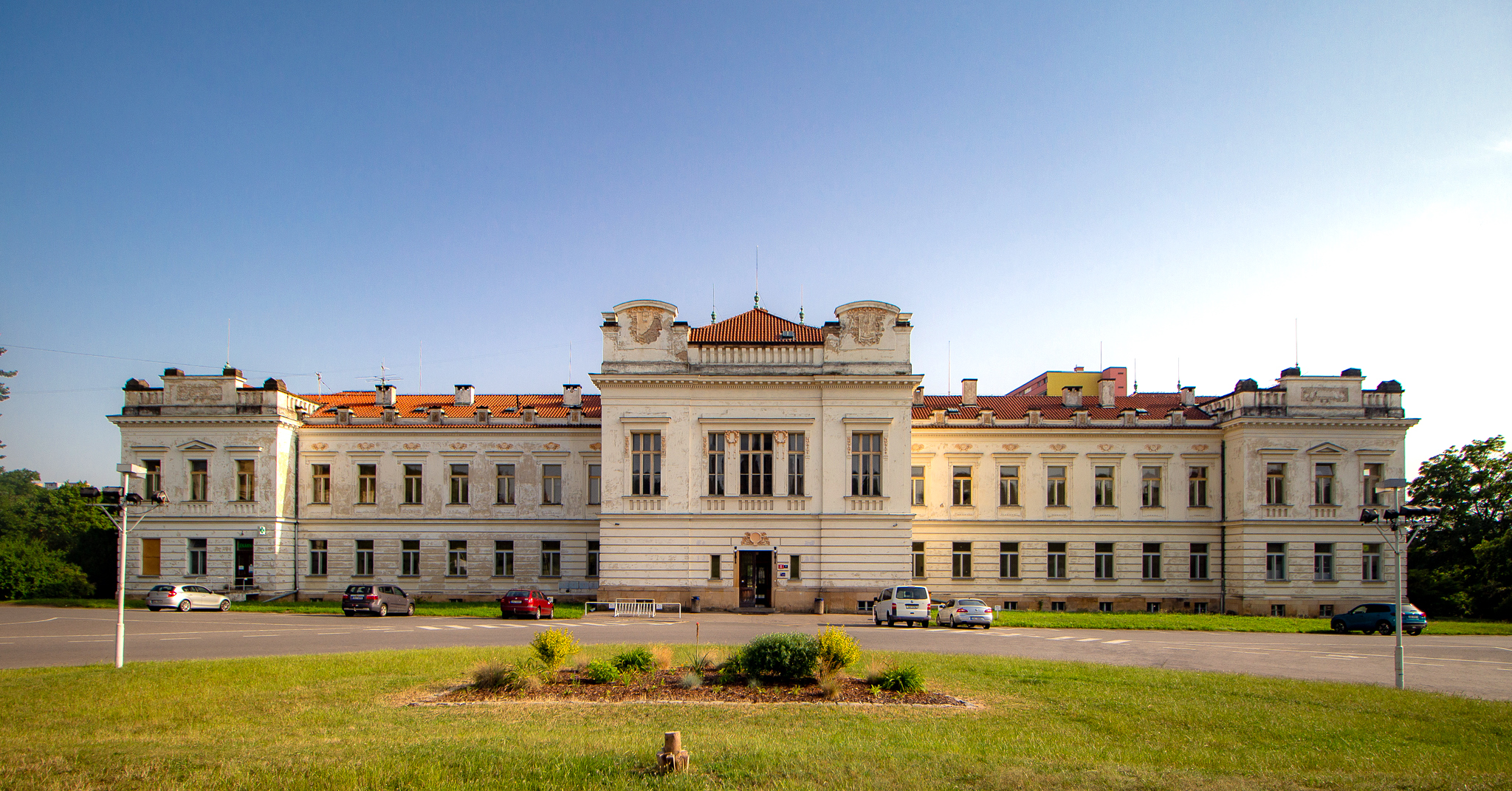
Areál psychiatrické léčebny Bohnice

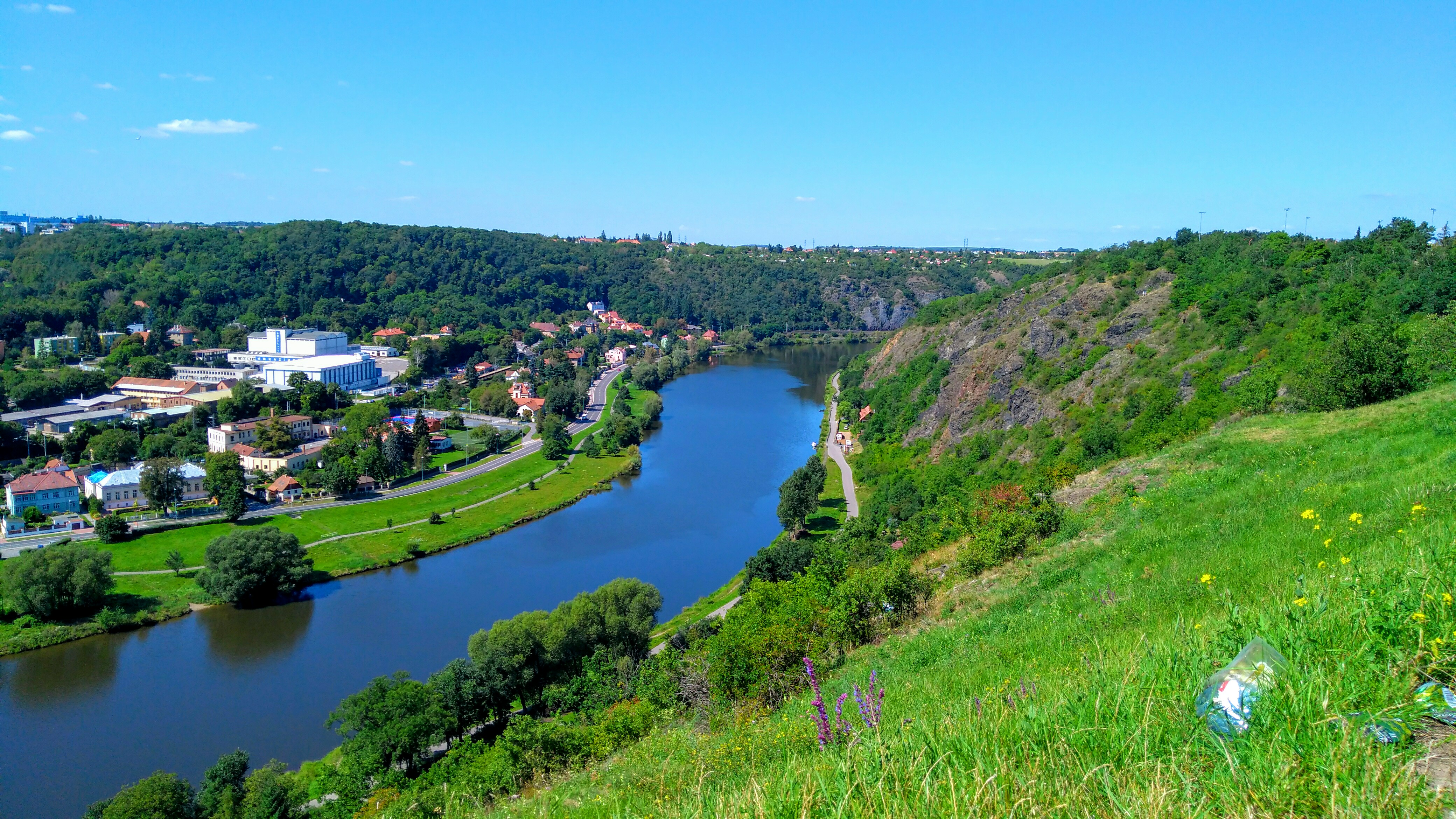
Vltava z bohnické vyhlídky.

Bohnice jsou zmiňovány už v zakládací listině místního kostela svatého Petra a Pavla z roku 1158. Koncem 16. století patřily ke statkům nejvyššího purkrabství. Roku 1850 byly Bohnice obcí. V roce 1870 zde byla postavena první česká továrna na dynamit. V roce 1900 byly Bohnice (Bojmice) s 679 obyvateli vsí okresu Karlín.
Psychiatrická léčebna zde byla postavena v letech 1906–1911. V roce 1922, kdy se Bohnice staly součástí Prahy VIII, měly 3 179 obyvatel (bez pacientů léčebny). V roce 1949 bylo k. ú. Bohnice přičleněno ke správnímu obvodu Praha 8 (společně s Kobylisy, Střížkovem a částmi Libně, Karlína a Troje). V roce 1960 zůstalo k. ú. Bohnice součástí Prahy 8 a v roce 1990 se stalo součástí městské části Praha 8.

## Obyvatelstvo
| Rok            | 1869 | 1880 | 1890 | 1900 | 1910  | 1921  | 1930  | 1950  | 1961  | 1970  | 1980   | 1991   | 2001   | 2011   | 2021   |
| -------------- | ---- | ---- | ---- | ---- | ----- | ----- | ----- | ----- | ----- | ----- | ------ | ------ | ------ | ------ | ------ |
| Počet obyvatel | 385  | 424  | 548  | 679  | 2 264 | 3 150 | 4 797 | 4 586 | 2 704 | 1 908 | 20 561 | 20 395 | 18 834 | 17 416 | 16 444 |
| Počet domů     | 39   | 46   | 51   | 66   | 144   | 197   | 252   | 327   | 327   | 302   | 614    | 738    | 723    | 748    | 746    |

## Doprava
Dopravu v Bohnicích zajišťují autobusové linky PID (dopravcem je Dopravní podnik hl. m. Prahy). Většina linek jede do nedaleké čtvrti Kobylisy, kde je možný přestup na metro C nebo na tramvaje. Linky, které nejedou do Kobylis, jsou 202, 235 a 236. Linka 202 jede z Bohnic do Čimic, Dolních Chaber, Ďáblic a pokračuje až do Čakovic, některé spoje jedou přes Miškovice i do Kbel. Linky 235 a 236 spojují Bohnice s přívozem P2, který spojuje Podhoří s Podbabou (článek o samostatném přívozu zde). Další místa, která tyto dvě linky spojují, jsou areál psychiatrické nemocnice Bohnice (linka 235) a Zámky (linka 236), kde se dá nastoupit na přívoz P1(článek), jímž se lze přes Vltavu dostat do Sedlce.
| linka | trasa |
| ----- | --- |
| 102   | Sídliště Bohnice - Krakov - Dunajecká - Kobylisy - Kobyliská střelnice - Šimůnkova                                                                              |
| 144   | Poliklinika Mazurská - Dunajecká - Kobylisy |
| 152   | Sídliště Čimice - Podhajská pole - Kobylisy - Střížkov - Vysočany - Českomoravská                                                                               |
| 177   | Poliklinika Mazurská - Krakov - Odra - Kobylisy - Střížkov - Vysočany - Nádraží Libeň - Malešice - Zahradní Město - Hostivař - Opatov - Chodov                  |
| 200   | Sídliště Bohnice - Odra - Kobylisy |
| 202   | Poliklinika Mazurská - Odra - Čimice - Dolní Chabry - Ďáblice - Čakovice - Miškovice - Kbelský pivovar                                                          |
| 235   | Podhoří - ZOO Praha - Sklenářka - Krakov - Odra - Nemocnice Bohnice                                                                                             |
| 236   | Podhoří - ZOO Praha - Sklenářka - Krakov - Sídliště Bohnice - Staré Bohnice - Bohnické údolí - Zámky                                                            |
| 905   | Sídliště Čimice - Odra - Sídliště Bohnice - Krakov - Dunajecká - Kobylisy - Vltavská - Hlavní nádraží - I. P. Pavlova - Pankrác - Spořilov - Háje - Jižní Město |

## Sport
V Bohnicích působí softbalový klub SK Joudrs Praha, který hraje nejvyšší ženskou soutěž – 1. českou softballovou ligu žen. Hřiště má na západním okraji sídliště. SK Joudrs získalo český mistrovský titul v letech 2006, 2007, 2009, 2010, 2015 a 2016).

## Pamětihodnosti
Staré Bohnice mají status vesnické památkové zóny. V oblasti Starých Bohnic se nachází:
- kostel svatého Petra a Pavla se zrušeným hřbitovem, původně románský kostel z poloviny 12. století, barokně přestavěný
- Statek Vraných (čp. 1), barokní hospodářské stavení
- obecná škola (nyní Kolpingův dům čp. 3)
- fara (čp. 4)
- Sokolovna (čp. 5)
- Hospic Štrasburk (čp. 12)
- Bohnický zámek (čp. 14)
- záložna (čp. 16)
- muniční továrna (čp. 41a a 41b)
- hotel V Zátiší (čp. 109)
- poštovní úřad (čp. 149)
- úřadovna a knihovna (čp. 175)
- Psychiatrická nemocnice Bohnice (čp. 206) s kostelem sv. Václava
- Na severozápadním okraji čtvrti se nachází ostrožna s pozůstatky hradiště Zámka. Místo bylo osídleno již v eneolitu, době bronzové, době Halštatské a nejpozději v raném středověku zde vzniklo opevněné hradiště, které zaniklo požárem na konci 19. století.[6]

V areálu Psychiatrické léčebny Bohnice se nachází kostel svatého Václava a Divadlo Za plotem. K léčebně patří také ústavní hřbitov, který byl zřízen roku 1909 a využíval se až do sedmdesátých let 20. století.
V ulici Dolákova se nachází nový hřbitov, založený jako náhrada za zrušený hřbitov u kostela.

### Zaniklé stavby
- Bendovka – hospodářská usedlost
- Lísek – viniční usedlost s pozůstatky vinice, Bohnické údolí
- Tříkrálka – usedlost v dolní části Bohnického údolí

## Sídliště Bohnice

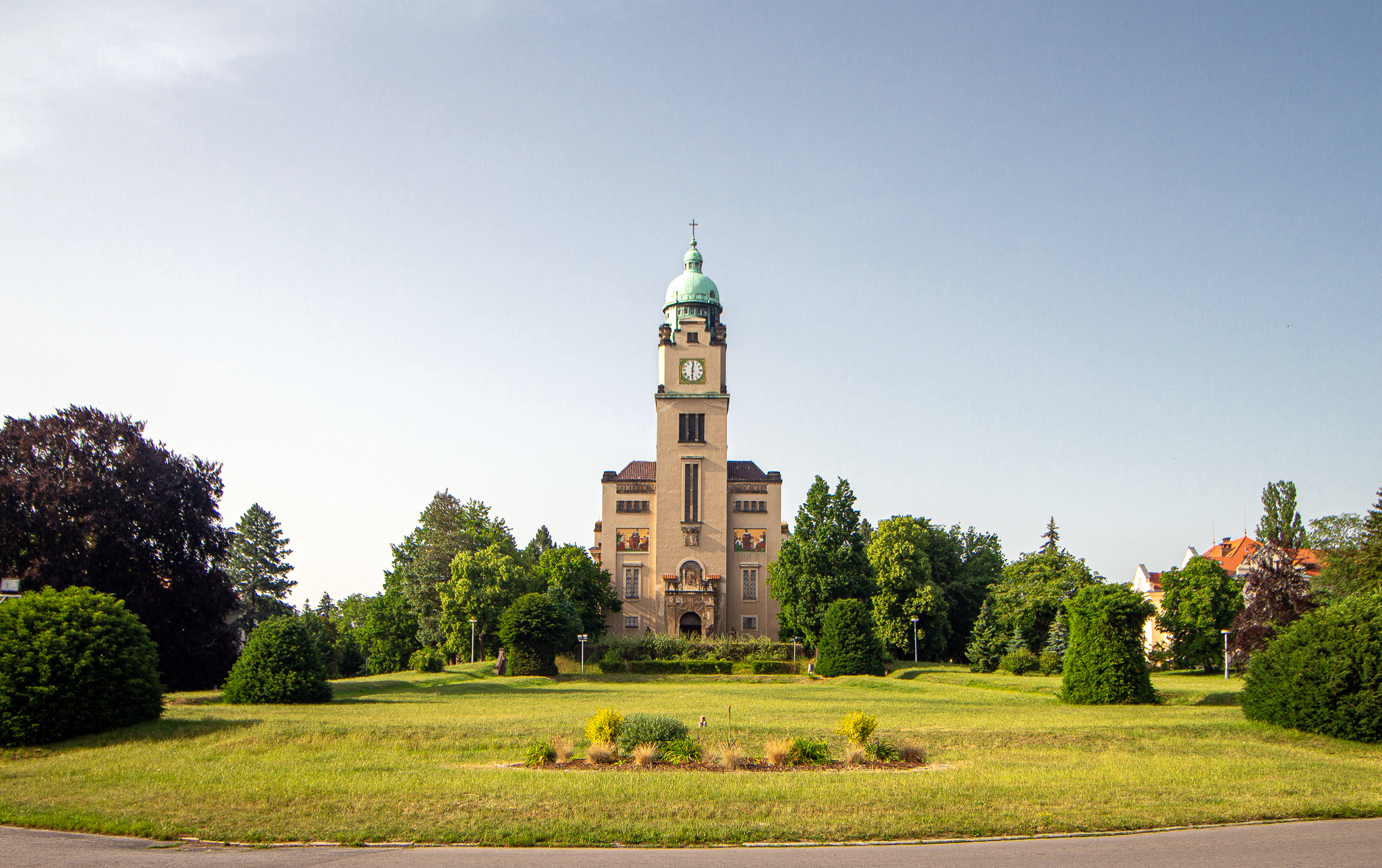
Kostel svatého Václava v areálu Bohnické léčebny

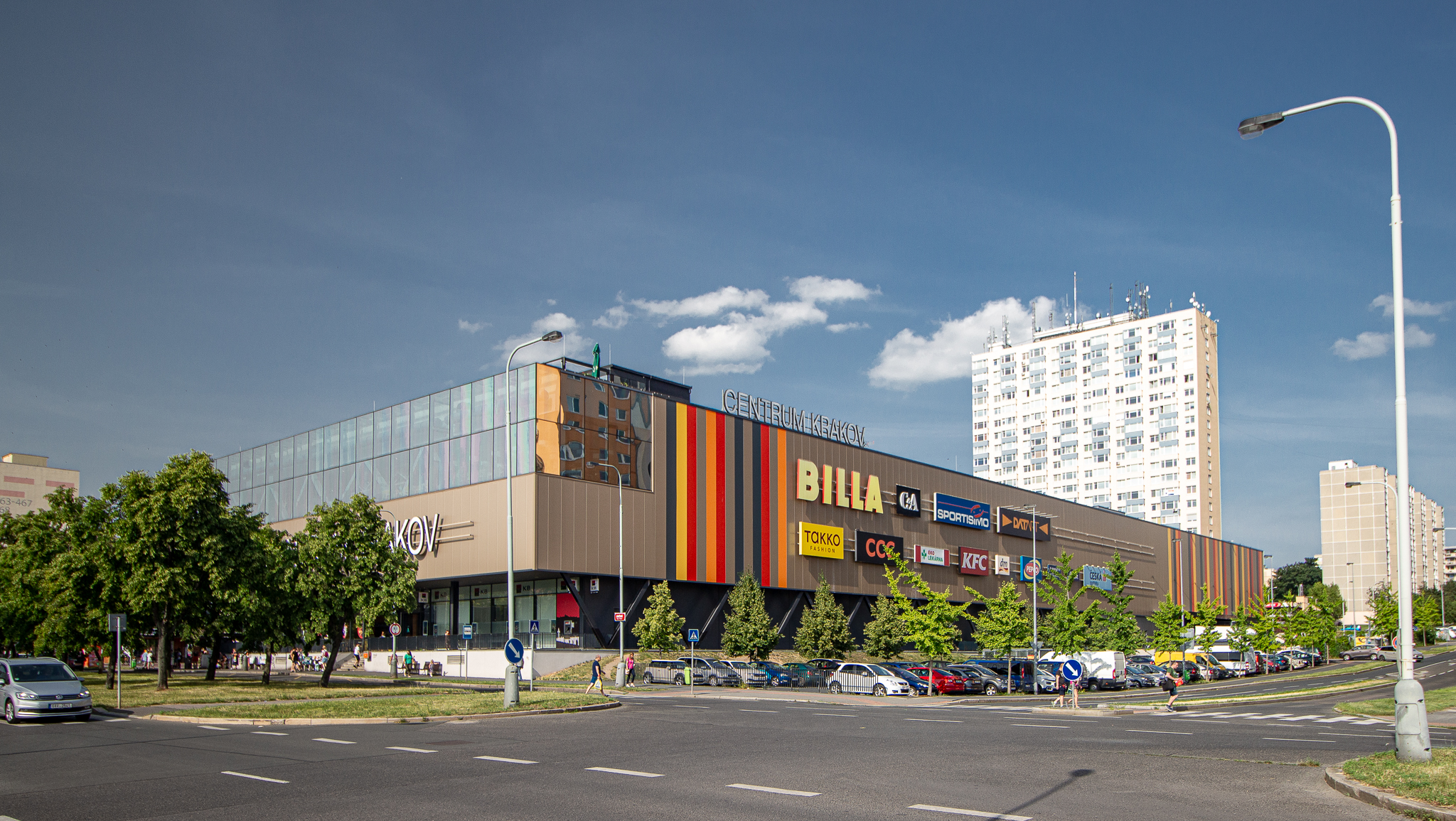
Obchodní centrum Krakov v Bohnicích

V sedmdesátých letech 20. století bylo v jižní části Bohnic a severní části Troji postaveno velké sídliště Bohnice. Jeho jižní část, ležící v katastrálním území Troja, se někdy označuje sídliště Bohnice-jih. Sídlištní komplex navrhl architekt V. Havránek. Sídliště dimenzoval pro zhruba 30 000 obyvatel, postaveno bylo okolo 10 000 bytů. Spolu se sídlišti Čimice, Kobylisy, Ďáblice a Prosek vytváří takřka souvislý pás, který je někdy nazýván Severní Město. Toto označení se ovšem nestalo tak užívaným jako analogický termín Jižní Město.
Sídliště Bohnice bylo stavěno jako stavba česko-polského přátelství, a proto je velká část ulic pojmenována po polských městech (např. Lodžská, Zhořelecká, Hnězdenská). Jen výjimečně bylo užito pojmenování po polských politicích (Rokossovského), takže se po roce 1989 názvy většinou neměnily.
Kulturním centrem sídliště je Kulturní dům Krakov, kde se nachází pobočka městské knihovny a několik koncertních sálů, kde se pořádají koncerty především folkové hudby. Druhým přirozeným kulturním centrem je Psychiatrická nemocnice, která k sídlišti těsně přiléhá. Vedle nemocnice a nedaleko nákupního areálu Odra leží Gymnázium Ústavní, jehož část je specializována na výuku italštiny. Na Krakově je i třípatrové obchodní centrum.
Na sídlišti se nachází nejdelší panelový dům v České republice – dům v ulici Zelenohorská. Měří 300 metrů a má 18 vchodů. Série mnohavchodových a vysokých panelových domů (ulice Poznaňská, Krynická, Feřtekova ad.) vizuálně vytvořila z pohledu z pražského centra iluzi jakýchsi novodobých „hradeb“ na okraji Prahy, což podnítilo v 70. a 80. letech vznik městské legendy o tom, že pás sídlišť typu Bohnice vznikl jako bariéra pro případný atomový útok na hlavní město.

### V kultuře
Na bohnickém sídlišti byla natáčena řada filmů a seriálů, často sloužilo jako symbol určité historické, společenské a architektonické etapy. Bohnice se tak objevily například v seriálu Arabela (scény, kdy se pohádková říše pod vedením princezny Xenie mění v moderní industriální zónu), ve filmu Milana Šteindlera Vrať se do hrobu! (interiéry experimentálního domu hotelového typu v Hlivické ulici, pohled na Gymnázium Ústavní z něj), v dětském filmu Karla Kachyni Čekání na déšť (natáčeno v ulici Poznaňská a v areálu střediska Odra), pohledy na Odru se objevují i ve filmu Smích se lepí na paty, kde sídliště tvoří kontrast k idylickému prostředí horské přírody, v níž žije hlavní hrdina (Vlastimil Brodský).

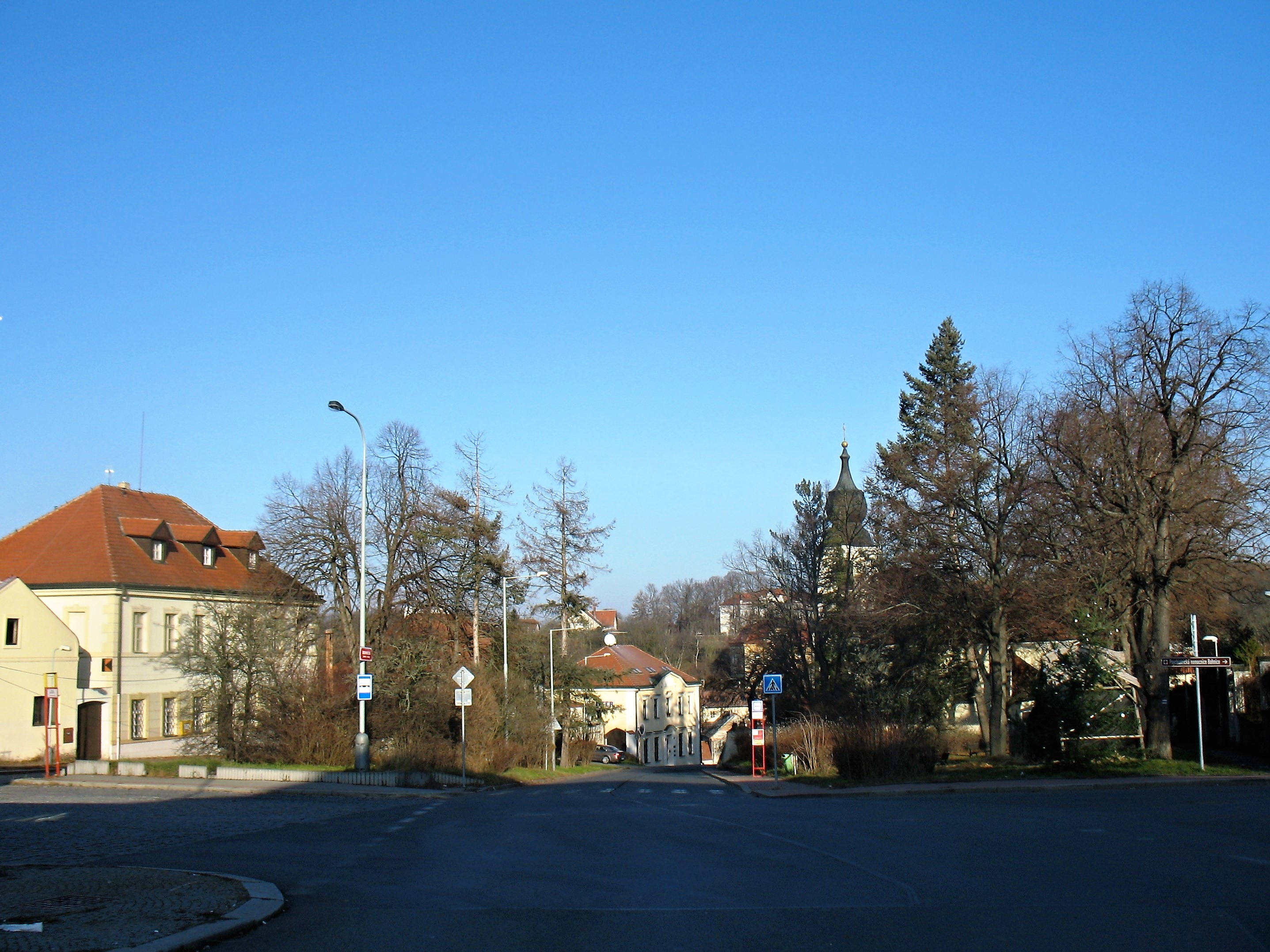
Pohled od autobusové zastávky Staré Bohnice směrem ke kostelu svatého Petra a Pavla